# ألبرتو كوادري
البرتو كوادري (بالإيطالية: Alberto Quadri)‏ (9 يناير 1983 ببريشا في إيطاليا - ) هو لاعب كرة قدم إيطالي في مركز الوسط. شارك مع منتخب إيطاليا تحت 20 سنة لكرة القدم. أما مع النوادي، فقد لعب مع إنتر ميلان ونادي أفيلينو ونادي بادوفا ونادي بريشيا ونادي بيروجيا ونادي سبيزيا ونادي كاتانزارو ونادي لاتسيو ونادي مانتوفا ونادي مونزا ويو أس بركوليتزه 1932 وPSFC Chernomorets Burgas ‏ وASD Barletta 1922 ‏ وإيه أس بيتزاغيتوني ونادي مونتيكياري ونادي تارانتو 1927 ونادي فيرالبيسالو وCampobasso FC ‏ وLupa Roma FC ‏.

## روابط خارجية
- البرتو كوادري على موقع قاعدة بيانات كرة القدم.إي يو (الإنجليزية)
- البرتو كوادري على موقع Soccerway.com (الإنجليزية)